# Daniel Svensson (håndboldspiller)
 Der er flere personer med dette navn, se Daniel Svensson.
Daniel Svensson (født 3. april 1982 i København) er en tidligere dansk håndboldspiller og nuværende håndboldekspert på TV2 Sport.
Tidligere har Svensson spillet for bl.a. IF Stadion, Ajax Farum,  F.C. København Håndbold, AaB Håndbold,spanske Toledo Balonmano, tyske Lübecke og senest i Skjern Håndbold. Han blev dansk mester med AaB Håndbold i sin sidste sæson i klubben. 
Daniel Svensson var blandt profilerne på det U21-landshold som vandt sølv ved Junior-VM i Brasilien i 2003. Han
debuterede på det danske A-landshold i 2007, og har siden da spillet 8 kampe og scoret 15 mål i nationaldragten. 
Svensson har i løbet af sin karriere været ramt af utallige knæskader, som har holdt ham uden for banen i længere perioder. Han har også tidligere været ramt af kræft, men er blevet erklæret kræftfri.

## Andet
Daniel Svensson deltog i sæson 14 af Vild med dans. Daniel Svensson dansede sammen med Karina Frimodt og endte på en tredjeplads.